# حمله بالگرد ۲۰۱۷ کاراکاس
در ۲۷ ژوئن ۲۰۱۷ یک فروند بالگرد ربوده شده پلیس ونزوئلا، مقر دیوان عالی ونزوئلا را هدف قرار داد، این حمله در حالی صورت گرفت که نیکلاس مادورو در یک برنامه زنده تلویزیونی برای خبرنگاران حامی دولت مشغول سخنرانی بود. این هلی‌کوپتر با دو نارنجک مقر دادگاه عالی را هدف قرار داد که یکی منفجر شد و دیگری عمل نکرد. پس از آن نیروی هوایی ونزوئلا وارد عمل شده و حتی اجازه نداد یکی از نارنجک‌ها منفجر شود و از به وجود آمدن تلفات جلوگیری کرد. تصاویر منتشر شده در رسانه‌های اجتماعی از یک بالگرد آبی رنگ پلیس که حامل یک بنر با شعار ضد دولتی بود، خبر می‌دهد. در این فیلم منتشر شده یک خلبان پلیس به اسم اسکار پرز خواستار قیام علیه «استبداد مادورو» به عنوان بخشی از ائتلاف اعضای نیروهای امنیتی شد.